# Marco Valério Messala Messalino
Marco Valério Messala Messalino (em latim: Marcus Valerius Messalla Messallinus; c. 36 a.C.–c. 21 (56 anos)) foi um senador romano da gente Valéria eleito cônsul em 3 a.C. com Lúcio Cornélio Lêntulo. Messalino era o filho mais velho do senador, orador e patrono da literatura romana Marco Valério Messala Corvino, cônsul em 31 a.C., com quem era parecido no caráter, e de sua esposa Calpúrnia.

## Primeiros anos
Sabe-se que Messalino teve pelo menos uma irmã, Valéria Messalina, que se casou com o senador Tito Estacílio Tauro, filho de Tito Estacílio Tauro, cônsul em 37 a.C.. Seu meio-irmão do segundo casamento de seu pai, Marco Aurélio Cota Máximo Messalino, foi cônsul em 20 e era tio-avô da imperatriz Lólia Paulina, a terceira esposa do imperador Calígula, e parente da imperatriz-consorte Estacília Messalina, a terceira esposa de Nero.

## Carreira
O poeta Tibulo menciona que Messalino foi admitido entre os quindecênviros dos fatos sagrados, o colégio encarregado dos Livros Sibilinos. Syme nota que a data desta admissão foi antes da morte do próprio Tibulo, em 19 a.C., e defende que a data mais provável é 21 a.C.. Depois disto Messalino serviu como cônsul em 3 a.C..
Em 6 d.C., Messalino foi governador de Ilírico e, durante seu mandato, serviu com distinção com Tibério numa campanha contra os panônios e dálmatas na Grande Revolta Ilíria à frente da Legio XX Valeria Victrix. Messalino, com XX Valeria Victrix à meia força, derrotou os panônios liderados por Bato I e evitou que a revolta se espalhasse. Por sua vitória, Messalino recebeu a ornamenta triumphalia e garantiu um lugar no triunfo de Tibério sobre os panônios em 12, quatro depois da morte de seu pai.
Na primeira sessão do Senado depois da ascensão de Tibério ao trono, Messalino sugeriu que um juramente de lealdade ao imperador deveria ser renovado anualmente. Tibério recusou a oferta e perguntou se a moção era ideia do próprio Messialino, que respondeu que era uma sugestão espontânea cujo objetivo era demonstrar espírito público mesmo arriscando sua própria segurança. Messalino aparece novamente seis anos depois, em 20, como parte do resultado do julgamento e condenação de Cneu Calpúrnio Pisão pela morte de Germânico. Tácito lembra que Messalino, juntamente com Aulo Cecina Severo, propôs que uma estátua de ouro fosse colocada no Templo de Marte Vingador e a construção de um altar dedicado à deusa Nêmesis ("vingança"), celebrando a execução de Pisão, mas Tibério bloqueou a moção e lembrou que as vitórias sobre poderes estrangeiros eram comemoradas com atos desta natureza e que conflitos internos deveriam ser cobertos por um luto silencioso. Messalino aparece nos registros propondo também que um agradecimento público fosse dedicado a Tibério e a outros indivíduos por terem vingado a morte Germânico. Quando Lúcio Nônio Asprenas perguntou diretamente se Messalino havia intencionalmente omitido todas as menções a Cláudio em sua proposta, o futuro imperador foi adicionado. Messalino também aparece como uma das sete testemunhas do "Senatus consultum de Cn. Pisone patre", o ato oficial do Senado sobre o julgamento e condenação de Pisão.
A última vez que Tácito menciona Messalino é em seu relato sobre o ano seguinte, quando ele discursou contra uma moção do Senado que visava proibir os senadores de levar suas esposas consigo quando partiam para governar uma província. Syme sugere que Messalino teria morrido logo depois, lembrando que Tácito não escreveu um obituário para Messalino.

## Família
Segundo o historiador francês Christian Settipani, Messalino se casou com Cláudia Marcela Menor, uma das sobrinhas de Augusto, e com ela teve uma filha chamada Valéria Messala por volta de 10 a.C., que, por sua vez, se casou com o pretor em 17 Lúcio Vipsânio Galo.